# محمد الذهبي
الفريق محمد نجيب عبد اللطيف راغب الذهبي (وُلِد في 1956 تقريبًا) هو ضابط استخبارات أردني، شغل منصب مدير دائرة المخابرات العامة الأردنية من ديسمبر 2005 حتى يناير 2009. برز اسمه في مجال مكافحة الإرهاب خلال حقبة ما بعد تفجيرات عمان 2005، إلا أن مسيرته شابها لاحقًا اتهامات بالفساد المالي أدت إلى سجنه عام 2012. يُعد من أكثر مديري المخابرات إثارة للجدل في تاريخ الأردن الحديث، حيث جمع بين إنجازات أمنية بارزة وسقوط قانوني مدوٍّ.

## النشأة والتعليم
وُلد محمد الذهبي في العاصمة عمّان سنة 1956 تقريبًا، وهو ينحدر من عائلة أردنية بارزة. شقيقه الأكبر نادر الذهبي تولّى منصب رئيس الوزراء الأردني بين 2007 و2009. تلقى محمد الذهبي تعليمه الأساسي والثانوي في عمّان، ثم التحق بكلية عسكرية، وأكمل دورات استخبارية متقدمة في الولايات المتحدة والمملكة المتحدة، مما وفّر له تأهيلًا أمنيًا عالي المستوى واحتكاكًا بالاستخبارات الغربية.

## الحياة المهنية المبكرة
التحق الذهبي بدائرة المخابرات العامة في أوائل الثمانينيات، وخدم في عدة مناصب ميدانية وإدارية. خلال التسعينيات، تخصّص في مكافحة الإرهاب، وعُيّن لاحقًا ملحقًا أمنيًا في عدد من السفارات الأردنية في أوروبا، مما أكسبه خبرة دولية. بحلول عام 2005، كان الذهبي قد وصل إلى رتبة لواء، وعمل حينها نائبًا لمدير الجهاز. أصبح مديراً للجهاز في 20 ديسمبر 2005.

### إدارة دائرة المخابرات العامة (2005–2008)
في 20 ديسمبر 2005، أصدر الملك عبد الله الثاني إرادة ملكية تقضي بتعيين محمد الذهبي مديرًا عامًا لدائرة المخابرات العامة، خلفًا للواء سميح عصفورة، وذلك عقب تفجيرات عمان الإرهابية. تميزت فترته بتعزيز التعاون الاستخباراتي مع دول مثل الولايات المتحدة، والعراق، والسعودية، لملاحقة عناصر القاعدة، وإعادة هيكلة وحدات المخابرات لرفع الجاهزية التكنولوجية والتكتيكية، وتفكيك خلايا إرهابية داخلية كانت تخطط لاستهداف مواقع سياحية وسفارات أجنبية، ومواجهة تداعيات الحرب في العراق ومنع تسلل المتطرفين إلى داخل الأردن.
شهدت فترته كذلك انتخابات 2007 النيابية التي اتُّهمت المخابرات بالتدخل فيها لصالح الموالين، وهو ما أثار جدلاً سياسيًا واسعًا. في 29 ديسمبر 2009، أُعفي الذهبي من منصبه، وخلفه محمد رثعان الرقاد، وسط تكهنات حول دور صعود شقيقه نادر إلى رئاسة الحكومة في تضارب المصالح.

## الإنجازات
تسلّم محمد الذهبي منصبه بعد أسابيع من تفجيرات فنادق عمّان في نوفمبر 2005، والتي أودت بحياة 60 شخصًا. خلال فترة قيادته، تمكّنت المخابرات الأردنية من إحباط مخططات إرهابية، منها محاولة تفجير مبنى المخابرات والسفارة الأمريكية باستخدام أسلحة كيميائية، عبر عملية أمنية أواخر عام 2005. في ظل التوترات الإقليمية، عملت المخابرات الأردنية على تشديد الرقابة الحدودية، مما ساهم في تقليص عمليات تسلّل المقاتلين الأجانب من العراق إلى الأردن، خاصة خلال ذروة نشاط التنظيمات المسلحة بعد الغزو الأمريكي للعراق. تمكّنت الدائرة من تطوير شبكة واسعة من المخبرين داخل الأوساط المتطرفة، مما ساعد في جمع معلومات استخباراتية عالية القيمة، أدت إلى تفكيك خلايا إرهابية قبل تنفيذ مخططاتها. شهدت فترة الذهبي تعاونًا وثيقًا بين المخابرات الأردنية ووكالة الاستخبارات المركزية الأمريكية (CIA) وأجهزة أمن إقليمية، مما أسفر عن إحباط عدة هجمات إرهابية كانت تستهدف دولًا في المنطقة.بعد الهجمات الإرهابية، قامت المخابرات بتأمين المواقع الحيوية وتكثيف التواجد الأمني في الفنادق والمؤسسات السياحية، لضمان استمرارية النشاط الاقتصادي وتعزيز ثقة المستثمرين في البيئة الأردنية.

## القضايا القانونية والجدل
في عام 2012، أُحيل الذهبي إلى القضاء بتهم غسل الأموال، والاختلاس، واستغلال الوظيفة العامة. وقد اتهمه الادعاء العام بتحويل أموال من الجهاز لحسابه الشخصي، وإنشاء قصر فاخر بملايين الدولارات، والحصول على عمولات من صفقات حكومية. وقد قُدّرت ثروته حينها بـ 40 مليون دولار، منها 30 مليون تم التحفظ عليها. في نوفمبر 2012، أصدرت محكمة جنايات عمّان حكمًا بسجنه 13 عامًا، وتغريمه 30 مليون دولار. اعتُبر هذا الحكم الأشد في تاريخ الأردن ضد مسؤول أمني رفيع. اتهم أيضًا بتزوير انتخابات 2007، وفق ما رددته المعارضة، وقيادة حملة تشهير إعلامي ضد خصوم سياسيين، ومنح جنسيات أردنية لمستثمرين عراقيين مقابل مبالغ مالية.

## ما بعد السجن
بحسب تقارير إعلامية، صدر عفو ملكي خاص عن محمد الذهبي في 15 أكتوبر 2023 بعد قضائه قرابة 10 سنوات في السجن. يعيش حاليًا بعيدًا عن الأضواء، ولم يظهر في أي نشاط سياسي أو أمني منذ إطلاق سراحه.